# San Miguel (Kalifornia, Contra Costa megye)
San Miguel statisztikai település az USA Kalifornia államában, Contra Costa megyében. Lakosainak száma 3591 fő (2020. április 1.).

## Népesség
A település népességének változása:

| 2010 | 3 392 |
| 2020 | 3 591 |